# Abdel Rahman Shalgham
Abdel Rahman Shalgham (arabiska: عبد الرحمن شلقم), född 22 november 1949, är en libysk politiker och diplomat. Han var Libyens utrikesminister mellan 2000 och 2009 och beskickningschef i Rom mellan 1984 och 1995. År 2009 tillträdde han som Libyens FN-ambassadör. Efter att libyska inbördeskriget 2011 bröt ut meddelade Shalgham att han inte längre stödjer Muammar al-Gaddafis regim. Shalgham fick uppdraget att representera Nationella libyska rådet i FN efter att Libyens diktator tillkännagav att Shalgham hade blivit avskedad.